# Notophryxus ovoides
Notophryxus ovoides là một loài chân đều trong họ Dajidae. Loài này được G.O. Sars miêu tả khoa học năm 1883.